# Fernand Khnopff
Fernand Edmond Jean Marie Khnopff, belgijski simbolistični slikar, *12. september 1858, Grembergen, † 12. november 1921, Bruselj, Belgija.

## Življenje

### Mladost in šolanje
Fernand Khnopff se je rodil v premožni družini, ki je bila več generacij del visoke buržoazije. Khnopffovi predniki so živeli na območju Vossenhoek v Grembergen Flandriji od zgodnjega 17. stoletja, vendar so bili avstrijskega in portugalskega porekla. Večina moških članov njegove družine je bila odvetnikov ali sodnikov, mlademu Fernandu pa je bila usojena sodniška kariera. V zgodnjem otroštvu (1859–1864) je živel v Bruggeu, kjer je bil njegov oče imenovan za Substituta Du Procureur Du Roi. Njegovi spomini iz otroštva na srednjeveško mesto Brugge bodo igrali pomembno vlogo v njegovem kasnejšem delu. Leta 1864 se je družina preselila v Bruselj. V otroštvu je Khnopff del poletnih počitnic preživel v zaselku Tillet nedaleč od Bastogna v luksemburški provinci, kjer so imeli posestvo njegovi stari starši po materini strani. Naslikal je več pogledov na to vas.
Da bi zadovoljil svoje starše, je pri 18 letih šel na študij prava na Svobodni univerzi v Bruslju (ki je zdaj razdeljena na Université Libre de Bruxelles in Vrije Universiteit Brussel). V tem obdobju je razvil strast do literature, odkril je dela Baudelaira, Flauberta, Leconta de Lisla in drugih večinoma francoskih avtorjev. S svojim mlajšim bratom Georgesom Khnopffom – prav tako strastnim ljubiteljem sodobne glasbe in poezije – je začel pogosto obiskovati Jeune Belgique (»Mlada Belgija«), skupino mladih pisateljev, med katerimi so bili Max Waller, Georges Rodenbach, Iwan Gilkin in Emile Verhaeren.
Khnopff je zapustil univerzo zaradi pomanjkanja zanimanja za študij prava in začel pogosto obiskovati studio Xavierja Melleryja, ki ga je seznanil s slikarsko umetnostjo. 25. oktobra 1876 se je vpisal na Cours De Dessin Après Nature ('tečaj risanja po naravi') na Académie Royale des Beaux-Arts. Na Académie je bil njegov najbolj znan soštudent James Ensor, ki ga že od začetka ni maral. Med letoma 1877 in 1880 je Khnopff večkrat potoval v Pariz, kjer je odkril delo Delacroixa, Ingresa, Moreauja in Stevensa. Na pariški svetovni razstavi leta 1878 se je seznanil z opusom Millaisa in Burne-Jonesa. Med zadnjim letom na Académie v letih 1878–1879 je zanemaril pouk v Bruslju in nekaj časa živel v Passyju, kjer je obiskal Cours Libres Julesa Josepha Lefebvra na Académie Julian.

### Zgodnja kariera pri Les XX
Leta 1881 je svoja dela prvič predstavil javnosti na Salon de l'Essor v Bruslju. Kritiki so njegovo delo ocenili zelo ostro, z izjemo Émila Verhaerena, ki je napisal pohvalno kritiko. Verhaeren bi ostal njegov podpornik vse življenje in bi napisal prvo monografijo o slikarju. Leta 1883 je bil Khnopff eden od ustanovnih članov skupine Le Groupe des XX. Khnopff je redno razstavljal na letnem Salonu, ki ga je organiziral Les XX. 
Leta 1885 je srečal francoskega pisatelja Joséphina Péladana, bodočega velemojstra Rozenkrojceri Orde de la Rose + Croix. Péladan je prosil Khnopffa, naj oblikuje naslovnico za njegov novi roman Le Vice suprême. Khnopff je to naročilo sprejel, vendar je delo pozneje uničil, ker je bila slavna sopranistka Rose Caron užaljena zaradi namišljenega portreta Leonore d'Este (lika v Péladanovi Le Vice suprême), ki ga je Khnopff oblikoval za okras naslovnice in v katerem je Caron mislila da prepozna svoj obraz. Vehementna reakcija La Caron ob tej priložnosti je povzročila škandal v belgijskem in pariškem tisku in pomagala uveljaviti Khnopffovo ime kot umetnika. Khnopff je nadaljeval z oblikovanjem ilustracij za dela Péladana, predvsem za Femmes honnêtes (1888) in Le Panthée (1892). Večkrat (1892, 1893, 1894 in 1897) je bil Khnopff povabljen kot častni gost na razstave pariškega Salon de la Rose + Croix, ki jih je organiziral Péladan.

### Kasnejša leta
Leta 1889 je Khnopff navezal prve stike z Anglijo, kjer je ostal in v prihodnje redno razstavljal. Britanski umetniki, kot so William Holman Hunt, George Frederic Watts, Dante Gabriel Rossetti, Ford Madox Brown in Burne-Jones, so postali prijatelji. Od leta 1895 je Khnopff delal kot dopisnik britanske umetnostne revije The Studio. Do izbruha prve svetovne vojne leta 1914 je bil Khnopff odgovoren za rubriko Studio-Talks-Brussels, v kateri je poročal o umetniškem razvoju v Belgiji in celinski Evropi. Marca 1898 je Khnopff predstavil izbor 21 del na prvi razstavi Dunajska secesija. Na Dunaju so njegovo delo sprejeli z velikim občudovanjem. Dela, ki jih je predstavil v secesiji, bodo močno vplivala na opus Gustava Klimta.
Od leta 1900 naprej se je Khnopff ukvarjal z oblikovanjem svojega novega doma in studia v Bruslju (porušen). Navdih za hišo je bila dunajska secesija, še posebej pa arhitektura Josepha Marie Olbricha. Trezni arhitekturi in dekoraciji je Khnopff dodal visoko simboličen, prostorski in dekorativni koncept, ki je njegov dom spremenil v tempelj samega sebe. Hiša je delovala kot svetišče, v katerem je lahko cvetel slikarski genij. Njegov moto On a que soi (Človek ima samo sebe) je bil izpisan nad vhodnimi vrati, v in svoj atelje je naslikal sredi zlatega kroga, vpisanega v bela mozaična tla. Ta skoraj gledališka kulisa je bila nedvomno odraz Khnopffove strasti do gledališča in opere. Khnopffovi prvi načrti za gledališče segajo v leto 1903, ko je skiciral scenografijo za produkcijo drame Georgesa Rodenbacha Le Mirage v Deutsches Theater Berlin. To uprizoritev je režiral sloviti Max Reinhardt, scenografije, ki obujajo mračne ulice skrivnostnega mesta Brugges, kjer je Khnopff preživel zgodnje otroštvo, pa so berlinska javnost in kritiki zelo cenili. Potem ko je bil Khnopff angažiran za oblikovanje kostumov in scenografije za svetovno premiero opere Le Roi Arthus Ernesta Chaussona v gledališču Royal de la Monnaie v Bruslju leta 1903, je v naslednjem desetletju sodeloval pri več kot ducatu opernih produkcij v La Monnaie. Leta 1904 mu je mestni svet Saint Gillesa naročil, naj okrasi strop Salle des Marriages (Poročna soba) nove mestne hiše, in istega leta ga je nagovoril bogati bankir Adolphe Stoclet, da bi oblikoval okrasne plošče za glasbeno sobo Stocletove palače. Tu je Khnopff spet prišel v stik z uglednimi umetniki dunajske secesije; arhitekt Stocletove palače Josef Hoffmann in Gustav Klimt, ki je oblikoval okrasni mozaik za njeno jedilnico.
Čeprav ne preveč odprt človek in precej osamljena osebnost, je že v življenju dosegel kultni status. Priznan in sprejet je prejel Leopoldov red. Njegova sestra Marguerite je bila ena njegovih najljubših tem. Njegova najbolj znana slika je verjetno Božanje sfinge (L'Art ou Des Caresses). Njegova umetnost je pogosto upodabljala ponavljajočo se temo, ki jo najdemo v simbolistični umetnosti: dualistično vizijo ženske kot femme fatale ali angelske ženske.
Khnopff je pokopan na pokopališču Laeken.

## Priznanja
- 1919: Poveljnik Leopoldovega reda.[10]
- Član Kraljeve akademije za znanost, literaturo in likovno umetnost Belgije
- 2021: Slika, ki jo raper Bladee uporablja kot Twitter avatar
- Ulica v Grembergenu (Belgija) je poimenovana po njem: »Fernand Khnopffstraat«

## Seznam nekaterih del v javnih zbirkah
Številke, ki jih spremlja okrajšava: "dCOZ", se nanašajo na katalog del Khnopffa Catherine de Croës in Gisèle Ollinger-Zinque (1987). Glej bibliografijo. Naslovi med narekovaji so izvirni naslovi, ki jih je dal sam Khnopff.
- Amsterdam, Van Goghov muzej
  - Portret violinista Achille Lerminiaux, 1885. (dCOZ 75)
- Antwerpen, Koninklijk Museum voor Schone Kunsten Antwerpen:
  - Portret Edmonda Khnopffa, slikarjevega očeta, 1881. (dCOZ 33)
- Brugge, Groeningemuseum
  - Secret-Reflect (Skrivnost-odsev), 1902. (dCOZ 378)
- Bruselj, Kraljevi muzeji lepih umetnosti Belgije:
  - En écoutant Schumann (poslušanje Schumanna), 1883. (dCOZ 52)
  - Portret Marguerite Khnopff, slikarjeve sestre, 1887. (dCOZ 100)
  - Du silence (Tišina), 1890. (dCOZ 151)
  - A Fosset, sous les sapins (V Fossetu, pod jelkami), 1894. (dCOZ 242)
  - Božanje sfinge, 1896. (dCOZ 275)
  - Memories ali Lawn Tennis, 1889. (dCOZ 131)
  - Posmrtni portret Marguerite Landuyt, 1896. (dCOZ 280)
  - Portret njegove kraljeve visokosti Leopold III. Belgijski, 1912. (dCOZ 499)
  - Portret gospodične Van der Hecht, 1883. (dCOZ 57)
  - Portret Germaine Wiener, 1893. (dCOZ 237)
  - Blanc, noir et or (Bela, črna in zlata), 1901. (dCOZ 365)
  - Un masque de jeune femme anglaise (Maska mlade Angležinje), 1891. (dCOZ 181)
  - Skulptura v večbarvnem mavcu.
  - Sous les arbres (Pod drevesi), 1894. (dCOZ 253)
  - Une ville abandonnée (Zapuščeno mesto), 1904. (dCOZ 401)
- Bruselj, zbirka Center za likovno umetnost (BOZAR):
  - Portret moškega, ok. 1885. (dCOZ 89)
- Budimpešta, Muzej lepih umetnosti:
  - À Fosset, Un ruisseau (V Fossetu, potok), 1897. (dCOZ 285)
- Dendermonde, Stedelijke Musea:
  - Paysage à Fosset, pribl. 1894. (dCOZ 254)
- Elsene/Ixelles, Musée d'Ixelles/Museum van Elsene:
  - Portret Charlesa Mausa (oče Octave Maus, tajnik Les XX), 1885. (dCOZ 84)
  - Chimère (Chimaera), ok. 1910. (dCOZ 470)
- Frankfurt ob Majni, Städel in Städtische Galerie:
  - À Fosset, Le garde qui attend (V Fossetu, Gozdar, ki čaka), 1883. (dCOZ 49)
- Gent, Muzej lepih umetnosti, Gent:
  - L'Encens (kadilo), ca. 1898. (dCOZ 325)
  - A Fosset, Un sentier (V Fossetu, skladba), ok. 1890–'95. (dCOZ 170)
  - Des yeux bruns et une fleur bleue, 1905. (dCOZ 415)
- Hamburg, Kunsthalle Hamburg:
  - Un Masque (Maska), 1897. (dCOZ 299) Skulptura v polikromiranem mavcu.
- Liège, Musée d'art moderne et d'art contemporain:
  - Portret umetnikove matere, 1882. (dCOZ 39)
  - Orphej (Orfej), 1913. (dCOZ 519)
  - l'Isolement (Izolacija, I. in III. del triptiha, ki ga sestavljajo: Acrasia, Solitude in Brittomart), pribl. 1890–1894. Del II, Samota ni v Liègu, temveč last fundacije Neumann v Gingins.
  - Les cheveux (Lasje), 1892. (dCOZ 218bis)

- Los Angeles, J. Muzej Paula Gettyja:
  - Portret Jeanne Kéfer,[13] 1885. (dCOZ 82)
- München, Bayerische Staatsgemäldesammlungen, Neue Pinakothek:
  - Zaklepam svoja vrata vase, 1891. (dCOZ 174)
- Neuss, Muzej Clemens Sels:
  - A Bruges, un portail (V Brugeeu, portal), ok. 1904. (dCOZ 405)
- New York, Metropolitanski muzej umetnosti
  - l'Offrande (Daritev), 1891. (dCOZ 187)
- Ostend, Museum voor Schone Kunsten:
  - Pogled z mostu pri Fossetu, približno 1882–1883. (dCOZ, 41bis)
- Pariz, Musée d'Orsay:
  - Portret Marie Monnom (kasneje žene Théo van Rysselberghe), 1887. (dCOZ 98)
- Verviers, Musées Communaux:
  - A Bruges, une église (V Bruggeu, cerkev), 1904. (dCOZ 393)
- Dunaj, Österreichische Galerie Belvedere:
  - l'Eau immobile (Nepremična voda), ok. 1894. (dCOZ 247)
- Dunaj, Graphische Sammlung Albertina:
  - Tête de jeune femme anglaise (Glava mlade Angležinje), 1895. (dCOZ 265) Risba z rdečo kredo.